# غیشه
غیشه (به عربی: الغيشة) یک شهرداری در الجزایر است که در استان الاغواط واقع شده‌است.
 غیشه  ۶٬۰۷۹ نفر جمعیت دارد.